# Agustín Antolínez
Agustín Antolínez (Valladolid, 6 de diciembre de 1554 - Santiago de Compostela, 19 de junio de 1626) fue un sacerdote católico español, religioso agustino, reformador de la orden, profesor de teología de la Universidad de Salamanca, obispo de Ciudad Rodrigo, arzobispo de Santiago de Compostela.

## Biografía
Agustín Antolínez nació el 6 de diciembre de 1554, en Valladolid (España). Ingresó a la Orden de los Ermitaños de San Agustín, donde profesó y fue ordenado sacerdote. Fue profesor de teología en la Universidad de Salamanca. Se pronunció a favor de la doctrina de Luis de Molina, con motivo de la controversia De Auxiliis. Defiende, con Luis de León, la doctrina del libre albedrío en contra de la predestinación. En 1598 fue elegido provincial de Castilla. El 24 de agosto de 1623, fue nombrado obispo de Ciudad Rodrigo (1623-1624). El 26 de agosto de 1624 fue nombrado arzobispo de Santiago de Compostela, cargo que ocupó hasta su muerte, acaecida el 19 de junio de 1626.
Antolínez pasó a la historia de la Orden de San Agustín, junto a Alonso de Orozco y a Mariana de San José, como uno de los principales motores de la reforma de los agustinos, que dio como resultado las órdenes de los agustinos recoletos y de las agustinas recoletas. Además escribió varias obras de espiritualidad y mística, que lo incluye entre los escritores del Siglo de Oro de España. Entre sus escritos destacan: Regla dada por Nuestro Padre San Agustín a sus monjas. Con las constituciones para nueva Recolleccion dellas (Madrid 1616), Vida de S. Juan de Sahagun de la Orden de S. Agustín (Salamanca 1603) e Historia de Santa Clara de Monte Falco de la orden de S. Agustín Nustro Padre (Salamanca 1603).